# 澤岻直人
澤岻 直人（たくし なおと、1981年10月13日 - ）は、沖縄県出身のプロバスケットボール選手である。ポジションはポイントガード。
2004年、アイシンシーホースに入団し、その年のオールジャパン優勝に貢献した。またbjリーグの琉球ゴールデンキングスでも2008-09シーズンの優勝に貢献。2007-08シーズンと2008-09シーズンの2度、ベストファイブにも選ばれている。
プロバスケットボール選手であった澤岻安史は実兄。

## 来歴
沖縄県沖縄市に生まれる。小学校では水泳をしていて、背泳ぎで九州大会で優勝経験がある。沖縄市立コザ中学校入学と同時にバスケットボールを始め、全国大会ベスト8、ジュニアオールスター3位になる。北中城高校3年次にはインターハイベスト16、ウィンターカップベスト8となる。法政大学進学後も1年次から板倉令奈と共に主力として活躍し関東リーグ1部昇格に貢献。2・3年と2年連続で3P王、得点王の2冠を獲得。4年次にはインカレ4位となりベスト5・アシストランキング1位・MIP賞を獲得した。
卒業後の2004年、アイシンシーホースに入団。1年目よりオールジャパン優勝に貢献。2006年に日本初の合同トライアウト「トライアウトジャパン2006」のテストに合格。CBAのベテランズキャンプ出場の権利を得たが辞退し、サマーリーグに参加。
2007年、bjリーグに地元より琉球ゴールデンキングスが参加するに当たりトライアウトを受験。そして全体1位指名となるドラフト1巡目指名を受け入団。背番号は本人の希望により一般公募で1に決定された。2007年12月度にはサークルKサンクス月間MVPを日本人として初めて獲得した。
2009年6月15日、2009-2010シーズンより参戦する京都ハンナリーズに対するエクスパンションドラフトで京都より指名され、8月16日契約に合意し、正式に京都へ移籍した。
2010-2011シーズンより新潟アルビレックスBBに移籍。2011年、大分ヒートデビルズに移籍。しかし2012年12月に大分の運営会社の経営が行き詰まり、澤岻含め選手全員の契約が解除される。大部分の選手はヒートデビルズの経営を引き継いだ一般社団法人と契約を結ぶ中、澤岻はストレスから体調を崩して休養を余儀無くされ、契約を結ばず、一時試合から遠ざかった。その後、2013年2月に大分と契約した上で、岩手ビッグブルズにトレードされた。岩手では3月30日の試合より先発出場を続け、チームを率いる桶谷大からも高く評価された。結局このシーズンの岩手はプレーオフファーストラウンドで敗れ、澤岻と岩手との契約もこのシーズン限りとなった。
2013-14シーズンは大阪エヴェッサと契約し、1シーズン在籍。2014年11月7日、大分ヒートデビルズと選手契約締結。

## 記録
| シーズン         | チーム | GP | GS | MPG  | FG%  | 3P%  | FT%  | RPG | APG | SPG | BPG | TO  | PPG |
| ---------------- | ------ | -- | -- | ---- | ---- | ---- | ---- | --- | --- | --- | --- | --- | --- |
| bjリーグ 2007-08 | 琉球   |    |    |      |      |      |      |     |     |     |     |     |     |
| bjリーグ 2008-09 | 琉球   |    |    |      |      |      |      |     |     |     |     |     |     |
| bjリーグ 2009-10 | 京都   |    |    |      |      |      |      |     |     |     |     |     |     |
| bjリーグ 2010-11 | 新潟   |    |    |      |      |      |      |     |     |     |     |     |     |
| bjリーグ 2011-12 | 大分   |    |    |      |      |      |      |     |     |     |     |     |     |
| bjリーグ 2012-13 | 大分   | 16 |    |      |      |      |      |     |     |     |     |     | 6.8 |
| bjリーグ 2012-13 | 岩手   | 22 |    | 20.6 | .416 | .345 | .750 | 1.9 | 2.1 | 0.9 | 0.0 | 1.2 | 4.2 |
| bjリーグ 2013-14 | 大阪   | 42 |    | 17.7 | .440 | .386 | .588 | 1.3 | 1.6 | 0.7 | 0.0 | 1.3 | 4.7 |
| bjリーグ 2014-15 | 大分   | 38 |    | 23.7 | .402 | .368 | .708 | 2.5 | 3.4 | 0.9 | 0.1 | 1.8 | 6.9 |
| bjリーグ 2015-16 | 島根   |    |    |      |      |      |      |     |     |     |     |     |     |